# Mellersta Makedonien
Mellersta Makedonien är en av Greklands tretton regioner. Det uppdelas i de sju prefekturerna Chalkidike, Imathia, Kilkis, Pella, Pierien, Serrai och Thessaloníki. Regionen skapades 1987.